# Bulbostylis pusilla
Bulbostylis pusilla là một loài thực vật có hoa trong họ Cói. Loài này được (Hochst. ex A.Rich.) C.B.Clarke mô tả khoa học đầu tiên năm 1894.